# Roman Chromik
Roman Chromik (ur. 28 lutego 1981 w Rydułtowach) – polski żużlowiec.
Roman Chromik rozpoczął treningi pod okiem Antoniego Skupnia i Mirosława Korbela w klubie RKM Rybnik. Licencje żużlową uzyskał w 1997. W tym samym roku Chromik należał do rybnickiego klubu żużlowego ROW Rybnik. W 1998 roku żużlowiec przeszedł do klubu Śląsk Świętochłowice. Jednak po roku znowu wrócił do Rybnika i reprezentował ten klub do roku 2008. W sezonie 2009 bronił barw KSM Krosno, a rok później przeniósł się do Speedway Wandy Kraków. W sezonach 2011-13 po raz kolejny reprezentuje rodzimy klub z Górnego Śląska.
Jego największe osiągnięcia to:
- Zdobywca Brązowego Kasku w roku 2000, Odkrycie sezonu w plebiscycie Tygodnika Żużlowego, oraz 2. miejsce w memoriale redaktora Jana Ciszewskiego tuż za Tomaszem Gollobem.
- Finalista IMŚJ w roku 2001
- Finalista IME 2006
- Brązowy Medal na torze w Bydgoszczy w MPK wraz z Romanem Povazhnym.
- Finalista SK, MIMP oraz IMP
- Złoty,Srebrny i Brązowy medalista Młodzieżowych Drużynowych Mistrzostw Polski.
- Srebrny medalista Młodzieżowych Mistrzostw Polski Par Klubowych.
- Bardzo dobry sezon 2004, kiedy to był jednym z filarów drużyny ekstraligowej RKM Rybnik.

Występy w Memoriale im. Łukasza Romanka
- 16. miejsce w roku 2008
- 10. miejsce w roku 2012
- 14. miejsce w roku 2013